# Colla Marsman
Colla Marsman (Amsterdam, 28 oktober 1963) is een Nederlands actrice en freelance regisseur.
Tussen 1986 en 1990 volgde Marsman de Amsterdamse Toneelschool. Nadat ze haar diploma had behaald, was ze zowel op televisie als in toneelstukken te zien. Door de jaren heen speelde ze gastrollen in We zijn weer thuis, Goede tijden, slechte tijden, 12 steden, 13 ongelukken en Unit 13.

## Televisie
- 12 steden, 13 ongelukken (1992/1994)
- Niemand de deur uit! (1992)
- We zijn weer thuis - Eva Knallenburg-Molewiek (1993-1994)
- Coverstory - Chantal (1993)
- Willie & Nellie (1997-1998)
- Unit 13 - Zuster van der Werf (1998)
- Goede tijden, slechte tijden - Miranda Vulpen (2007)
- De co-assistent - Sally (Afl. Onverwachts bezoek, 2009)